# Heenvliet

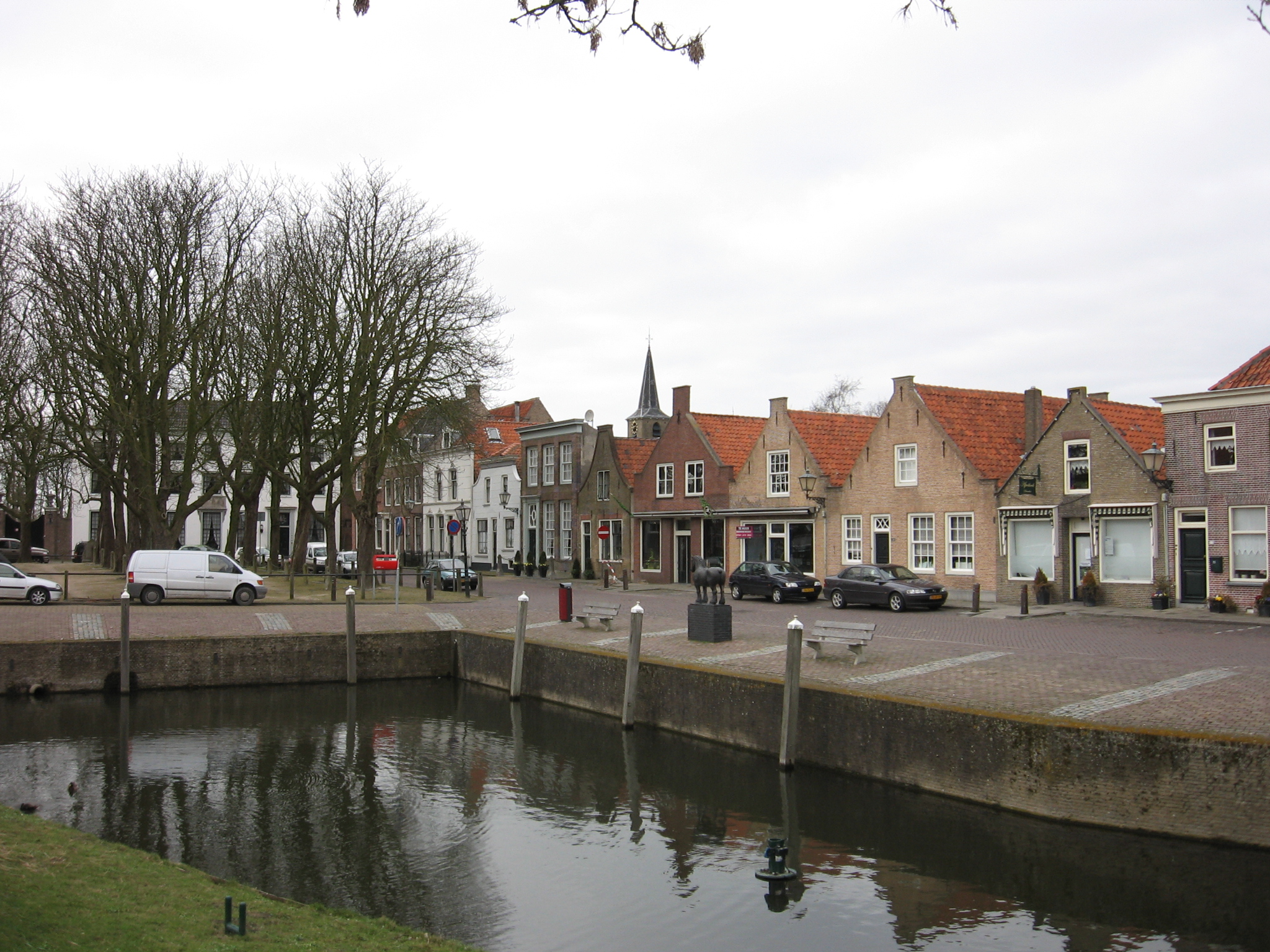
Veduta della piazza di Heenvliet

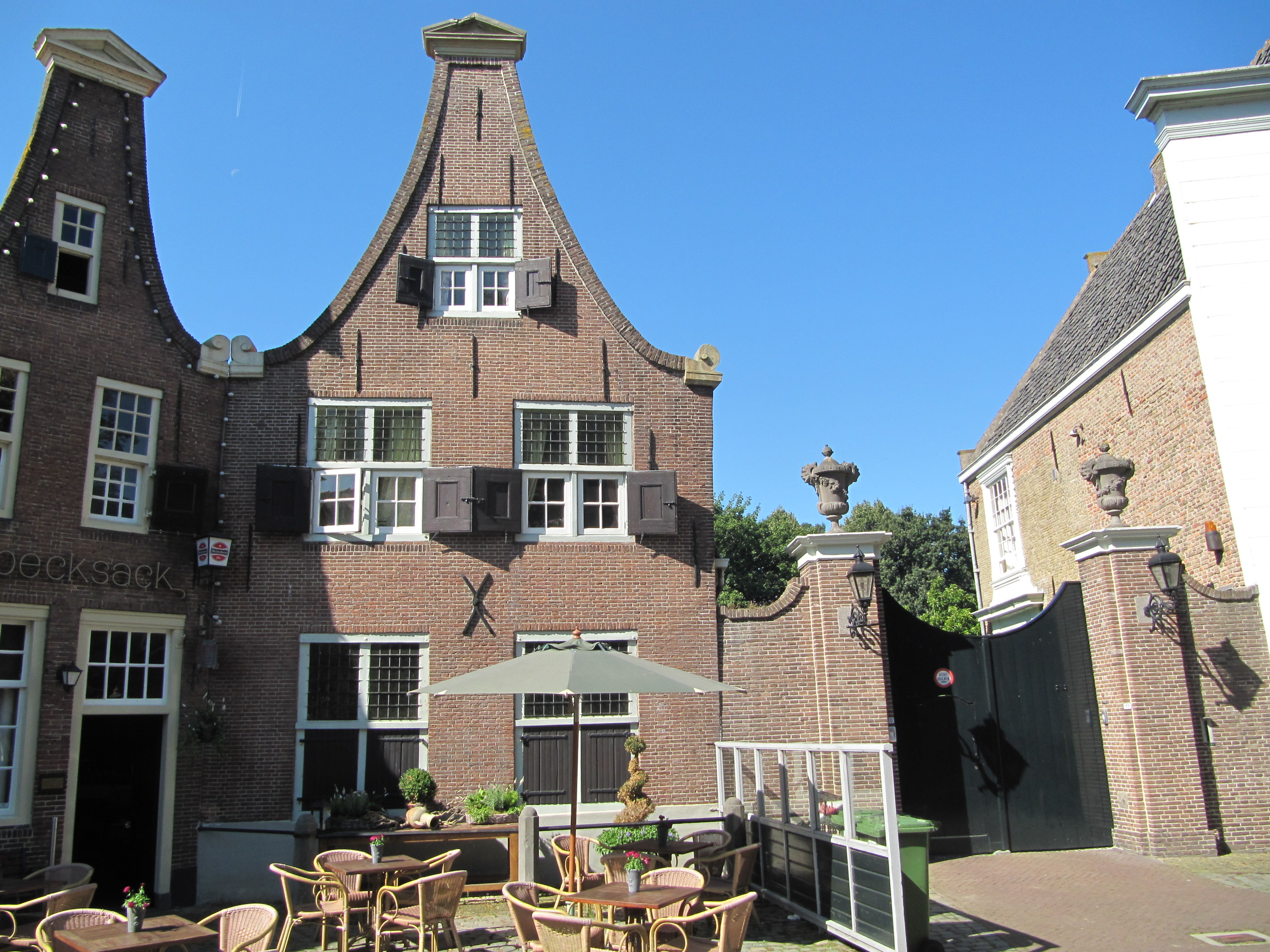
Heenvliet: la piazza del mercato

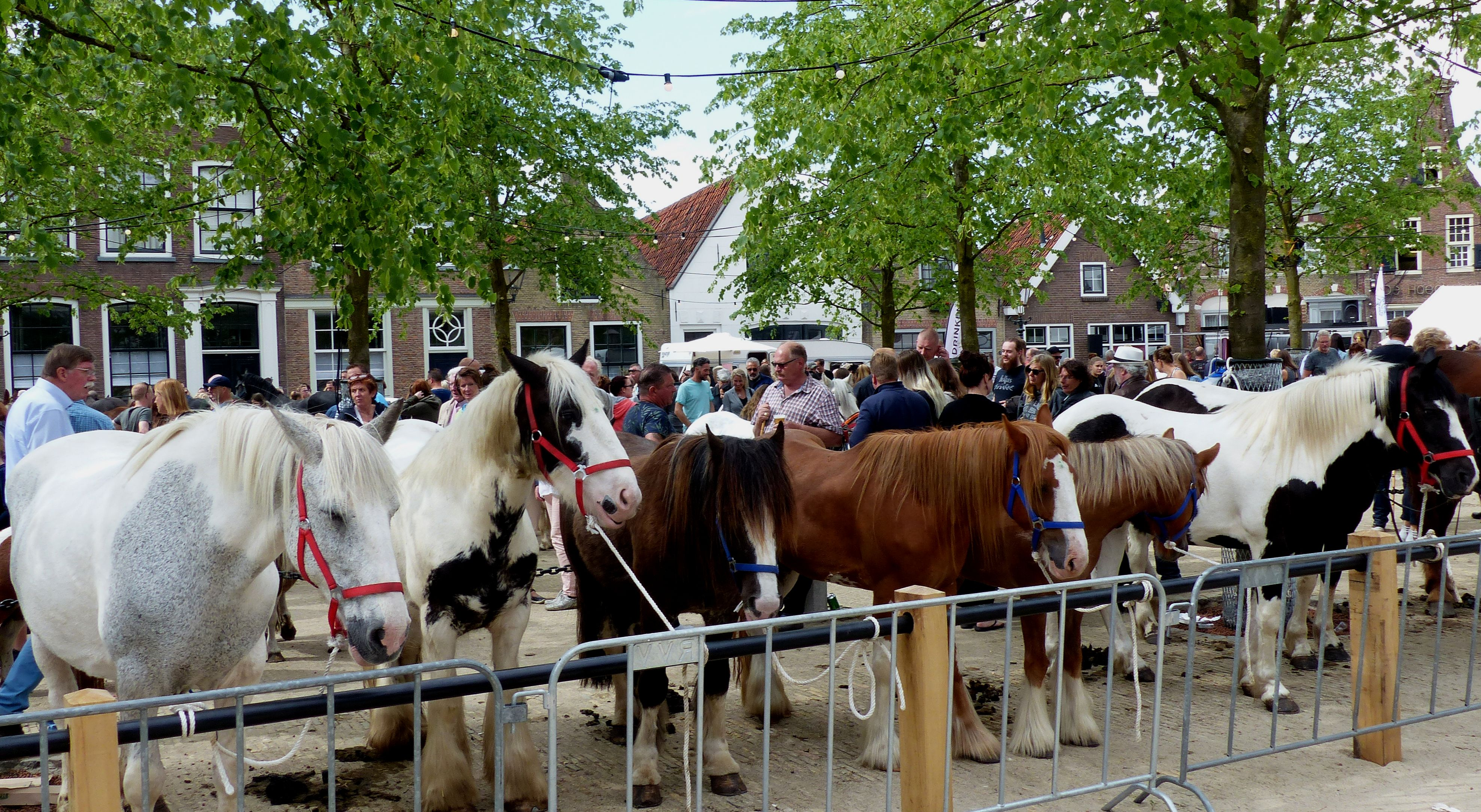
Heenvliet: l'annuale mercato dei cavalli

Heenvliet è una località di circa 2 500 abitanti del sud-ovest dei Paesi Bassi, facente parte della provincia della Olanda Meridionale e situata lungo il corso dell'Oude Maas, nell'isola di Voorne (parte dell'area nota come Voorne-Putten). Dal punto di vista amministrativo, si tratta di un ex-comune, dal 1980 accorpato alla municipalità di Bernisse, comune a sua volta inglobato nel 2015 alla municipalità di Nissewaard.
Il villaggio ha lo status di città e anticamente era una signoria.

## Geografia fisica
Heenvliet si trova a sud-ovest di Rotterdam, tra le località di Spijkenisse e Hellevoetsluis (rispettivamente ad ovest della prima e a sud-est della seconda).
Il fiume Oude Maas bagna la parte settentrionale del villaggio.

## Origini del nome
Il toponimo Heenvliet, attestato in questa forma dal 1494 e anticamente come Heenvlite (1254), Heynvliet (1259) e Heynevliet, è formato dal termine heen, che significa "canna di palude", e dal termine vliet, che significa "corso d'acqua in un territorio soggetto alle maree".

## Storia

### Dalle origini ai giorni nostri
Nel 1100 ca., furono realizzate in loco le prime fortificazioni. Il villaggio vero e proprio sorse però nel 1250 ca. attorno ad una fortezza (v. anche la sezione "Castello Ravensteyn").
Il 20 marzo 1469, fu concesso a Heenvliet da Adriaan van Cruyningen, lo status di città.
Il 1º gennaio 1812, Heenvliet ottenne lo status di comune.

### Simboli
Lo stemma comunale di Heenvliet fu adottato il 24 luglio 1816.

## Monumenti e luoghi d'interesse
Heenvliet vanta 34 edifici classificati come rijksmonumenten e 6 edifici classificati come gemeentelijke monumenten.

### Architetture religiose

#### Chiesa di San Martino
Principale edificio religioso di Heenvliet è la chiesa di San Martino (Sint Maartenskerk), situata al nr. 1 della Kerkweg ed eretta nel 1450 ca.

### Architetture militari

#### Castello Ravensteyn
Altro edificio d'interesse è il castello Ravensteyn (Kasteel Ravesteyn) o castello di Heenvliet, fatto costruire nel 1254 da Hendrik van Voorne e andato in parte distrutto nel 1572.

### Architetture civili

#### Antico municipio
Altro edificio storico di Heenvliet è l'antico municipio, realizzato in un periodo compreso tra il XVI e il XIX secolo.

## Società

### Evoluzione demografica
Al censimento del 2019, Heenvliet contava una popolazione pari a 2 510 abitanti.
La popolazione al di sotto dei 16 anni era pari a 325 unità, mentre la popolazione dai 65 anni in su era pari a 560 unità
La località ha conosciuto un lieve decremento demografico rispetto al 2018, quando contava una popolazione pari a 2515, dato che però era in rialzo rispetto al 2017, quando Heenvliet contava una popolazione pari a 2 460 unità.

## Cultura

### Eventi
Annualmente, si tiene a Heenvliet, nel fine settimana di Pentecoste, il Paardenmarkt ("mercato dei cavalli").

## Geografia antropica

### Suddivisioni amministrative
Fa parte del territorio di Heenvliet la buurtschap di 2e Vlotbrug.
Fino agli anni sessanta del XX secolo, vi faceva parte anche la buurtschap di Nieuwesluis.